# L'Attentat
L’Attentat var et tysk punkband fra Leipzig. Det blev grundlagt i 1982 under navnet H.A.U. (Halbgewalkte Anarchistische Untergrundbewegung) i miljøet omkring bandet Wutanfall, der var et af de første punkbands i DDR. Bandet bestod af den tidligere Wutanfall-guitarist Imad Abdul Majid, bassist Maik Reichenbach og flere forskellige vokalister og trommeslagere gennem tiden (blandt andre Bernd Stracke, der senere også kom med i Wutanfall).

## Diskografi
- 1987: Made in GDR (LP, X-Mist Records)
- 1994: Made in GDR (CD, Lost & Found Records)
- 2004: Made in GDR (LP, Major Label & SM-Musik)
- 2014: Made in GDR (LP, Major Label & SM-Musik)

## Film
- ostPUNK! too much future Regie: Carsten Fiebeler, Michael Boehlke http://www.toomuchfuture-derfilm.de/ Arkiveret 8. august 2018 hos  Wayback Machine